# Хвостов Олексій Миколайович
Олексій Миколайович Хвостов (рос. Алексей Николаевич Хвостов, нар. 1 липня 1872 — пом. 23 серпня 1918, Москва, Російська імперія) — Міністр внутрішніх справ Російської імперії у 1915—1916 роках.

## Життєпис
Син судді Єлецького окружного суду, голови Єлецького з'їзду мирових суддів, члена Державної Ради Хвостова Миколи Олексійовича. Великий землевласник Вологодської, Воронізької, Орловської і Тульської губерній. У 1893 році закінчив Імператорський Олександрівський ліцей зі срібною медаллю. Служив чиновником в різних департаментах Сенату. Одружений з дочкою сенатора Попова.
З 1898 року — товариш прокурора Тверського окружного суду. З 1900 року — товариш прокурора Московського окружного суду.
З березня 1904 року Мінський, з жовтня 1904 року — Тульський віце-губернатор.
З 2 червня 1906 року по 1910 рік — Вологодський губернатор. З 23 серпня 1910 року по 1912 рік — Нижньогородський губернатор, залишив свій пост у зв'язку з обранням до Державної Думи від Орловської губернії. Голова фракції правих в 4-й Державній думі, пізніше — міністр внутрішніх справ Росії, головнокомандуючий над Окремим корпусом жандармів у період з 26 вересня 1915 року по 3 березня 1916 року.
Член Ради Російських Зборів.
6 вересня 1911 року, відразу ж після вбивства Петра Столипіна, Микола II ухвалив рішення про призначення головою Ради Міністрів В. Коковцова, а міністром внутрішніх справ — Алексєя Хвостова (Столипін займав обидва цих поста одночасно). Першим про передбачуване призначення був сповіщений Коковцов, який негайно відмовився від спільної служби з Хвостовим і запропонував царю вибрати одного з них двох. Коковцов заявив, що Хвостова «ніхто в Росії не поважає» і що «від міністрів потрібно те, чого Хвостов дати не в змозі». 10 вересня Коковцов відіслав цареві лист, в якому негативно характеризував Хвостова. 14 вересня Микола II ухвалив рішення призначити міністром внутрішніх справ О. О. Макарова.
У вересні 1915 року за наполяганням Імператриці міністром внутрішніх справ був призначений Олексій Хвостов.
Призначенням Хвостова передувала велика переписка Імператриці, яка наполегливо писала Миколі II про необхідність призначення Хвостова:
29 серпня 1915 року: 
| «… Коханий мій, А. (Анна Вирубова) тільки що бачила ... Хвостова, - останній справив на неї незабутнє враження ... Він дуже тобі відданий, говорив з нею спокійно і добре про нашого друга (Распутіна), розповів, що на завтра готувався запит в Думі про Гр. (Григорія Распутіна): просили підпису Хвост .. але він відмовив». |
10 вересня 1915 року: 
| «…Прошу тебе, поговори серйозно про Хвостова- як міністра внутрішніх справ - з Горемикіним (головою ради міністрів). Я впевнена, що він - підходяща людина для нинішнього моменту, так як нікого не боїться і відданий тобі». |
11 вересня 1915 року: 
| «…Негайно звільни, мій дорогий ... також Щербатова (Міністра внутрішніх справ) ... Прошу тебе, признач Хвостова на його місце. |
16 вересня 1915 року: 
| «Гр. телеграфував ... і дав нам зрозуміти, що Хвостов підійде. Пам'ятаєш, він одного разу їздив до нього в Нижній Новгород». |
17 вересня 1915 року: 
| «…Милий, Хвостов був знову у А. і благав, щоб я прийняла його, тому прийму його сьогодні. ... Тепер, коли і Гр. радить взяти Хвостова, я відчуваю, що це правильно, і тому прийму його. ... Приїжджай якнайшвидше і зроби зміни, а то вони продовжують підкопувати під нашого Друга, а це великий гріх. Телеграфуй хоч одне слово, щоб заспокоїти мене. Якщо міністри не змінені, телеграфуй: «змін поки немає», і якщо вирішив щодо Хвостова, напиши: «я пам'ятаю про Хвост». |
Результат цього листування видно в скупих рядках в щоденника Миколи II:
| «16 вересня 1915 року У 5½ у мене відбулася Рада міністрів. Вони залишилися обідати, потім прийняв Хвостова». «25 вересня. П'ятниця. Вранці до прогулянки прийняв Граббе. Об 11 год. Щербатова і о 12 год. Самаріна і попрощався з обома». |
Замість Щербатова міністром внутрішніх справ був призначений Олексій Хвостов.

## Скандал зі спробою вбивства Распутіна
Наприкінці 1915 року Хвостов, який мав репутацію прихильника Григорія Распутіна, вирішив його таємно усунути. Він дав доручення організувати вбивство директору Департаменту поліції Білецькому і завідувачу охорони Распутіна -Коміссарову. Обидві ці особи не мали наміру вбивати Распутіна, але не зважилися прямо відмовити начальнику. Деякий час вони дезінформували Хвостова, зображуючи активність з приготування до вбивства. Запідозривши, що план зривається, Хвостов залучив до вбивства Ржевського, особу невизначених занять, прийнявши його на службу в МВС і пообіцявши велику плату. Білецький організував арешт Ржевського і, погрожуючи кримінальним переслідуванням, отримав інформацію про плани Хвостова. Впавши в паніку, Ржевський розповів про спланований замах багатьом, і в результаті у лютому 1916 року відомості дійшли до Распутіна, Анни Вирубової, а через неї — до імператорської родини. У виниклій плутанині Хвостов спочатку зміг звалити всю провину на Білецького і організував його призначення Іркутським генерал-губернатором, прибравши тим самим з Петрограда. Чутки про підготовлюване міністром внутрішніх справ вбивство Распутіна тим часом розходилися все ширше. Хвостов перейшов до відкритої демонстрації ворожості до Распутіна, публічно звинувачуючи його в шпигунстві на Німеччину, але не наводячи ніяких доказів. В результаті, в березні 1916 року Хвостов був звільнений з поста міністра без будь-яких нагород і надання нової посади. Скандал в найсильнішому ступені підірвав репутацію уряду і держави. Імператриця, що сприяла призначенню Хвостова за рекомендацією Распутіна, була глибоко розчарована і Хвостовим, і власним невдалим вибором.
Під час Лютневої революції Хвостов був заарештований, ув'язнений у Петропавлівську фортецю, допитувався Надзвичайною слідчою комісією тимчасового уряду, звинувачувався в розтраті казенних грошей. Після Жовтневого перевороту був залишений в ув'язненні, в серпні 1918 року був перевезений до Москви. Публічно розстріляний як заручник в перші дні Червоного терору в Петровському парку разом з групою священнослужителів і правих політиків.